# هوي شاربونو
هوي شاربونو (بالإنجليزية: Howie Charbonneau)‏ هو لاعب كرة قدم أمريكي، ولد في 12 يونيو 1955 في تروي في الولايات المتحدة. لعب مع Houston Summit ‏.